# قاسم‌آباد علیا (فسا)
قاسم‌آباد علیا (فسا)، روستایی از توابع بخش ششده و قره‌بلاغ شهرستان فسا در استان فارس ایران است.

## جمعیت
این روستا در دهستان قره‌بلاغ قرار دارد و براساس سرشماری مرکز آمار ایران در سال ۱۳۸۵، جمعیت آن ۸۶۸ نفر (۲۲۲خانوار) بوده‌است.